# 任蒂尔
任蒂尔是巴西南大河州的一个市镇。总面积184.014平方公里，总人口1579人，人口密度8.6人/平方公里。